# 文尼希森米爾巴赫河

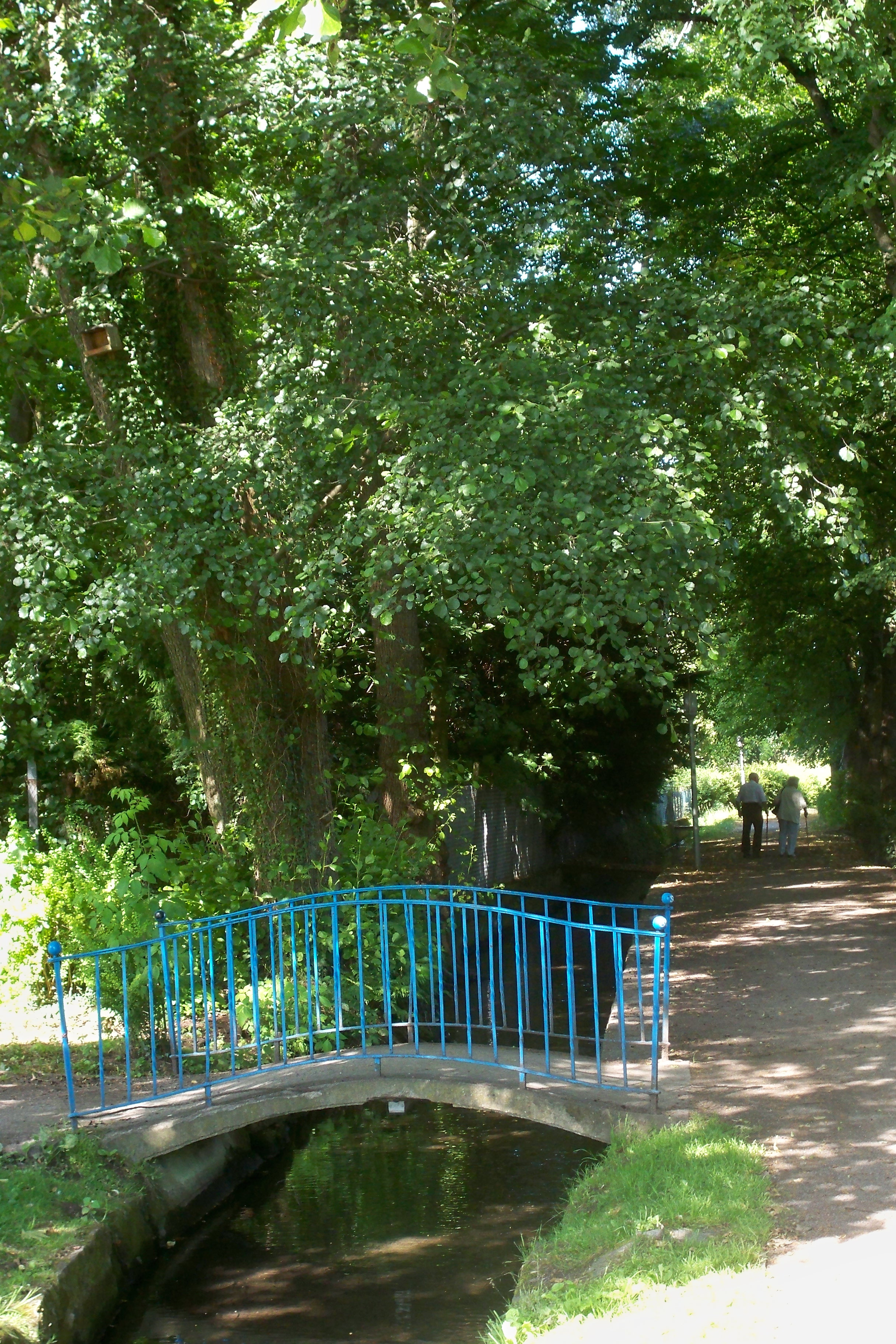
文尼希森米爾巴赫河

52°16′30″N 9°37′16″E / 52.275117°N 9.621164°E
文尼希森米爾巴赫河（德語：Wennigser Mühlbach），是德國的河流，位於該國西北部，由下薩克森州負責管轄，屬於伊默河的左支流，處於文尼希森，河道全長8公里。